# Agashashok River
Der Agashashok River ist ein 80 Kilometer langer linker Nebenfluss des Noatak River im Nordwesten des US-Bundesstaats Alaska. 

## Flusslauf
Seinen Ursprung hat der Agashashok River in den Baird Mountains, einem Gebirgszug der Brookskette, auf einer Höhe von etwa 800 m. Er fließt in westsüdwestlicher Richtung durch das Noatak National Preserve und mündet nördlich der Igichuk Hills in den Noatak River, der über den Kotzebue-Sund zur Tschuktschensee, einem Randmeer des Arktischen Ozeans, fließt. Die Mündung des Agashashok River befindet sich 40 Kilometer nördlich der Kleinstadt Kotzebue.